# Барабанная печь

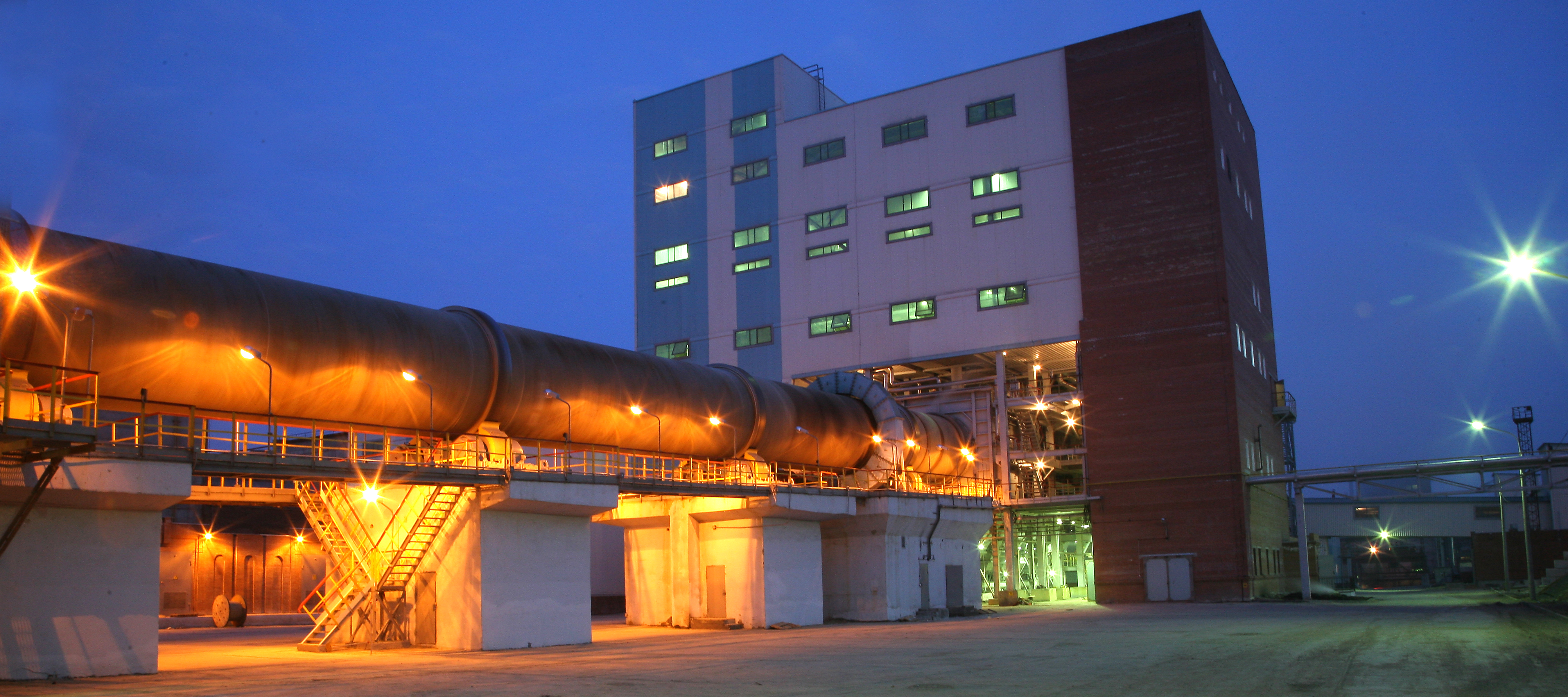
Одна из вельц-печей Челябинского цинкового завода.

Бараба́нная печь (барабанная вращающаяся печь, трубчатая печь, барабанная сушилка) — промышленная печь для обжига и сушки сырья и полупродуктов.
Барабанная вращательная печь имеет форму горизонтально расположенного цилиндра диаметром 1,2−5 м и длиной 18−200 м, который медленно вращается вокруг оси. Предназначена для физико-химической обработки сыпучих материалов. Как правило, топливо сжигается внутри печи; менее распространены косвенный нагрев (через стенку муфеля) и комбинированный нагрев обрабатываемого материала. Во вращающейся печи сжигаются пылевидное, твёрдое, жидкое или газообразное топливо. Как правило природный газ. Как правило, в печи греющие газы движутся навстречу обрабатываемому материалу (противоток); менее распространены печи с параллельным током газов и материала.

## Назначение
- спекание шихт в производстве глинозёма
- получение цементного клинкера (см. производство цемента)
- получение силикатной извести (см. производство силикатного кирпича)
- окислительный обжиг (сульфидных материалов)
  - обжиг молибденового концентрата
- восстановительный обжиг
- хлорирующий обжиг
- прокалка гидроокиси алюминия, кокса, карбонатов, сульфатов и др.
- обезвоживание материалов (сушка)
- извлечения цинка и свинца (вельц-печи — вельцевание)
- получения железа или сплавов цветных металлов их прямым восстановлением из руд в твёрдой фазе (кричные печи)
- обжиг огнеупорного сырья и др.

## Конструкция
- кожух (барабан)
- опорные ролики
- открытая зубчатая передача: венец, шестерня
- привод: электродвигатель, редуктор
- топочная головка (горячая)
- газоотводящая головка
- механический питатель
- горелка
- система газоочистки
- холодильник

Печь состоит из горизонтально расположенного цилиндрического кожуха (барабана), футерованного изнутри огнеупорным кирпичом, опорных устройств и привода, головок — топочной и газоотводящей и холодильника.
Барабанные печи могут иметь перегребающие и теплообменные устройства, а также специальные устройства для подачи твёрдых и газообразных материалов в отдельные зоны печи через отверстия в кожухе. Кожух обычно глухой по всей длине, сварен из листового железа толщиной 10—30 мм. Иногда диаметр изменяют по длине печи. При большом диаметре кожух усиливают кольцами жесткости. Изнутри кожух футерован шамотным, магнезитовым или высокоглинозёмистым кирпичом. Снаружи кожуха проложен теплоизоляционный слой. Толщина футеровки обычно 200—300 мм, толщина теплоизоляции 10—30 мм.
Снаружи кожуха закреплены опорные стальные бандажи и большая венцовая шестерня. Бандажи опираются на ролики. Печь вращается со скоростью 0,6—2 об/мин. Мощность электродвигателя 40—1000 кВт.

## Принцип работы
Печь — это цилиндрическая ёмкость, слегка наклонённая по горизонтали, которая медленно вращается по своей оси. Вещество, которое будет обрабатываться, подаётся в верхний конец барабана. В то время как печь вращается, вещество плавно опускается в нижний конец и подвергается смешиванию и перемешиванию. Горячие газы проходят по печи, иногда в том же направлении, что и обрабатываемое вещество (параллельно), но обычно в противоположном обратном направлении. Горячие газы могут появляться в выносной топке, либо образуются от внутреннего пламени в печи. Это пламя выходит из трубы форсунки (печной форсунки), которая работает как горелка Бунзена. Топливом для этого может быть газ, масло, размельченный нефтяной кокс или молотый уголь.

## Обечайка печи
Обечайка изготавливается из решёток прокатанной мягкой стали толщиной от 15 до 30 миллиметров, свариваемые для создания барабана 230 метров в длину, по диаметру 6 метров. Она будет располагаться на восточной/ западной оси для предотвращения вихревого потока. Верхние ограничения по диаметру установлены тенденцией обечайки к деформированию из-за собственного веса по овальному поперечному сечению с последующим прогибом во время вращения. Длина неограничена, но становится сложно справляться с изменениями в длине при нагревании и охлаждении (характерно для 0,1−0,5 % длины), если печь слишком большая.

## Огнеупорная футеровка
Цель огнеупорной футеровки состоит в том, чтобы изолировать стальную обечайку от коррозионных свойств обрабатываемого вещества. Она может состоять из огнеупорных кирпичей или литого огнеупорного бетона, либо может отсутствовать в зонах печи, где температура ниже 250°. Огнеупор выбирается в зависимости от температуры печи и химических свойств обрабатываемого вещества. В некоторых производствах, например в цементном производстве, срок службы огнеупора продлевается с помощью профилактики — обмазки обрабатываемого вещества на поверхности огнеупора. Толщина футеровки обычно в пределе 80−300 миллиметров. Обычный огнеупор будет способен поддерживать перепад температуры в 1000°. Температуру в обечайке нужно поддерживать ниже 350° чтобы сохранить сталь от повреждения. Инфракрасные сканеры непрерывной работы используются, чтобы послать предупреждение о месте прогара негодного огнеупора.

## Бандажи и ролики

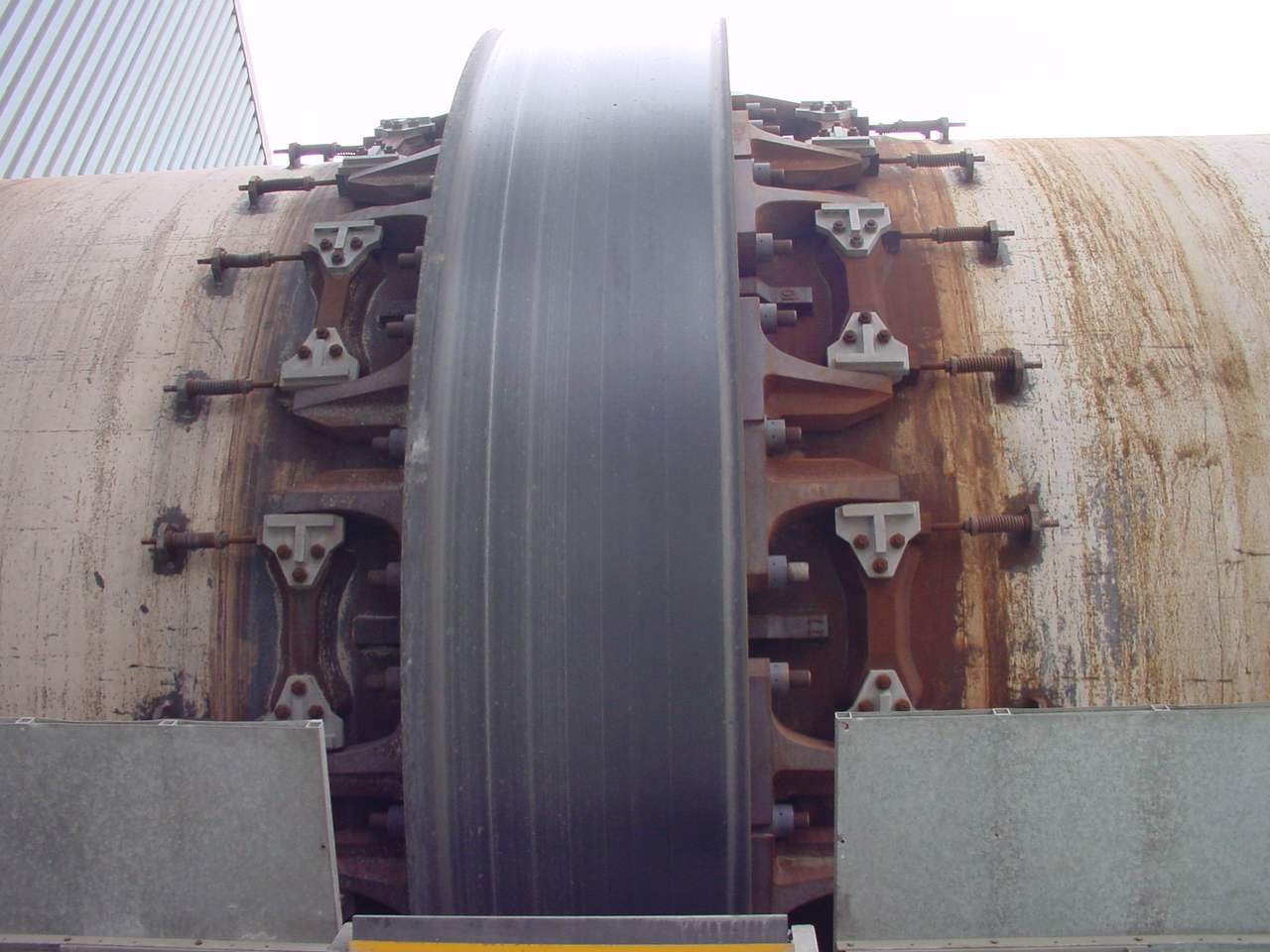
Бандаж печи

Бандажи, иногда называемые бандажными кольцами, обычно состоят из одинарной литой стали, подвергаются обработке гладкой цилиндрической поверхности, которая неплотно присоединяется к обечайке печи через различные кронштейны. Это требует изобретательности в проектировании, так как сам бандаж должен плотно устанавливаться на обечайку, а также предусматривать тепловое движение. Бандаж крепится на паре стальных роликов, обрабатывается гладкой цилиндрической поверхностью, и устанавливается почти на половину диаметра печи. Ролики должны поддерживать печь и обеспечивать безызносное вращение насколько это возможно. Хорошо спроектированная вращающаяся печь при отключении электроэнергии будет поворачиваться подобно маятнику множество раз перед остановкой. Все обычные печи 6×60 м, включая огнеупоры и устройство подачи весят около 1100 тонн и работают на 3 бандажах и комплекте роликовых механизмов, расположенных по всей длине печи. Самые длинные печи могут иметь 8 комплектов роликовых механизмов, в то время как самые короткие — всего 2 комплекта. Печи обычно вращаются от 0,5 до 2 оборотов в минуту, но иногда быстрее 5 оборотов в минуту. Печи на современных цементных заводах работают на скорости от 4 до 5 оборотов в минуту. Подшипники роликов должны быть способны противостоять большим статическим и внешним нагрузкам, а также должны быть тщательно защищены от тепла печи и проникновения пыли. В дополнение к поддерживающим роликам существуют низкие и высокие поддерживающие роликовые подшипники напротив бандажей, что предохраняет печь от соскальзывания поддерживающих роликов.

## Ведущая шестерня
Печь обычно вращается при помощи единственной венцовой шестерни, окружающей холодильную часть печной трубы, но иногда вращается при помощи движущихся роликов. Шестерня соединена через движущийся механизм с электродвигателем с переменным числом оборотов. Для этого должен быть пусковой вращатель для запуска печи с большой эксцентричной нагрузкой. Печь в 6 x 60 метров требует около 800 киловатт для вращения на 3х оборотах в минуту. Скорость потока материала в печи пропорциональна скорости вращения, а для такого контроля нужен привод с регулируемой частотой вращения. Гидравлические приводы используются тогда, когда ролики приводятся в движение. У них имеются преимущество в улучшении высокого наддува. Во многих режимах опасно допускать остановку горячей печи при выходе из строя питания привода. Колебания температуры между верхней и нижней частью может вызвать деформацию и повреждение огнеупора. По этой причине предусмотрен дополнительный привод для использования во время отключения электроэнергии. Им может быть небольшой электродвигатель с отдельным электропитанием или дизельным двигателем. Он вращает печь очень медленно, но предотвращает повреждение.

## Внутренние теплообменники
Теплообмен во вращающейся печи может происходить посредством теплопроводности, конвекции и теплового излучения. В низкотемпературных процессах, и холодильных частях больших печей имеется нехватка предподогревателей, так как печь зачастую снабжена внутренними теплообменниками чтобы способствовать теплообмену между газом и сырьём. Они могут состоять из воздухозаборников совкового типа или «лифтёров», которые последовательно включают подачу через газовый поток, либо могут быть металлическими вкладышами, нагревающими в верхней части печи, и передавать тепло в систему подачи, хотя и скрываются ниже поверхностной влажности в момент вращения печи. Самый простой теплообменник состоит из каналов, держащихся на подкладках поперёк потока газа.

## Другое оборудование
Печь соединяется с выходным чехлом на штабель в нижнем конце и с газоходами выходящих газов. Для этого нужно газонепроницаемое уплотнение в другом конце печи. Выхлопной газ может отправляться в утиль, либо входить в предподогреватель с входящей подачей. Газы должны проходить через печь, в случае, если предподогреватель оснащён вентилятором, расположенным на выходном конце. Для установки предподогревателя, когда может происходить высокий перепад давления, нужна большая мощность для вентилятора. Зачастую, вентилятор является самым большим приводом в системе печи. Выхлопные газы могут содержать в себе пыль, и могут быть нежелательные составляющие, такие как, диоксид серы и хлористый водород. Оборудование устанавливается во избежание прохода газов в атмосферу.

## Полезная отдача тепла
Полезная отдача тепла вращающейся печи составляет примерно 50-65 %.

## Технология
Шихта и топливо поступают в печь обычно с противоположных концов печи. Шихта движется вследствие вращения и некоторого наклона самой печи (например, 1,5 %).